# Associação Sindical dos Juízes Portugueses
A Associação Sindical dos Juízes Portugueses (ASJP) foi fundada em 1975 e é o único sindicato de juízes em Portugal.
Designava-se inicialmente Associação Sindical dos Magistrados Judiciais Portugueses e resultou da fusão da Associação dos Juízes e do Sindicato dos Juízes, ambos criados em 1974.